# Materialise NV
Matérialise NV, basée à Louvain, en Belgique, est une entreprise active dans le domaine de l’impression 3D,  proposant à la fois des logiciels et de la fabrication de pièces.

## Historique
Materialise est fondée en juin 1990 à Louvain  par Wilfried Vancraen.
En 1991, la société publie les premiers éléments de la suite logicielle Mimics et, en 1992, de la suite logicielle Magics. La première de ces suites, Mimics,  transforme des piles d'images 2D (par exemple des fichiers DICOM) en modèle 3D et calcule la surface de ces modèles 3D. Les données initiales peuvent être obtenues par tomodensitométrie, par microscopie confocale, par microtomographie ou tomographie microscopique (micro-CT ou µCT) , ou par imagerie par résonance magnétique (IRM) via la segmentation d'images. La seconde, Magics, 
permet d'optimiser le résultat de l'impression, de simuler le procédé, de gérer les structures maillées, de générer des supports, d’importer des données, par exemple en formats CAO et de les exporter, notamment en fichiers 3D STL. Ces suites logicielles évoluent ensuite régulièrement,.
La société met en place en parallèle des services web permettant à ses clients d’exprimer des besoins de fabrication ou de piloter des impressions 3D.
En 2014, elle est introduite en bourse au NASDAQ.
La société met en place également des partenariats et des accords de distribution de ses logiciels. Ainsi, le groupe de distribution Also signe en 2018 un accord de distribution pour la commercialisation des logiciels d'impression 3D de Materialise en Europe.
En 2020, durant la pandémie de Covid-19, elle se distingue par sa réactivité en mettant au point un système pour ouvrir les portes de bureau sans la main, avec l’avant-bras, se greffant sur des poignées traditionnelles, et pouvant être obtenu par impression 3D,,.

## Activités
L’entreprise propose des logiciels mais aussi prend en charge des fabrications par impression 3D, proposant des services web associés à son centre de fabrication. Certains clients industriels peuvent ainsi commander des pièces, que ce soit des prototypes ou des pièces fonctionnelles, et les concepteurs et petites entreprises peuvent téléverser des modèles d'impression 3D.
L’entreprise travaille pour le secteur médical et l’ingénierie biomédicale, par exemple pour l’orthopédie, pour des besoins cranio-maxillo-faciale ou pour l’industrie dentaire.
Elle intervient aussi pour d’autres secteurs d’activités tels que  l'automobile, l'aérospatiale, l'électronique grand public, les manufacturiers,  ainsi que dans l'architecture, la mode, les bijoux, l'art, etc.

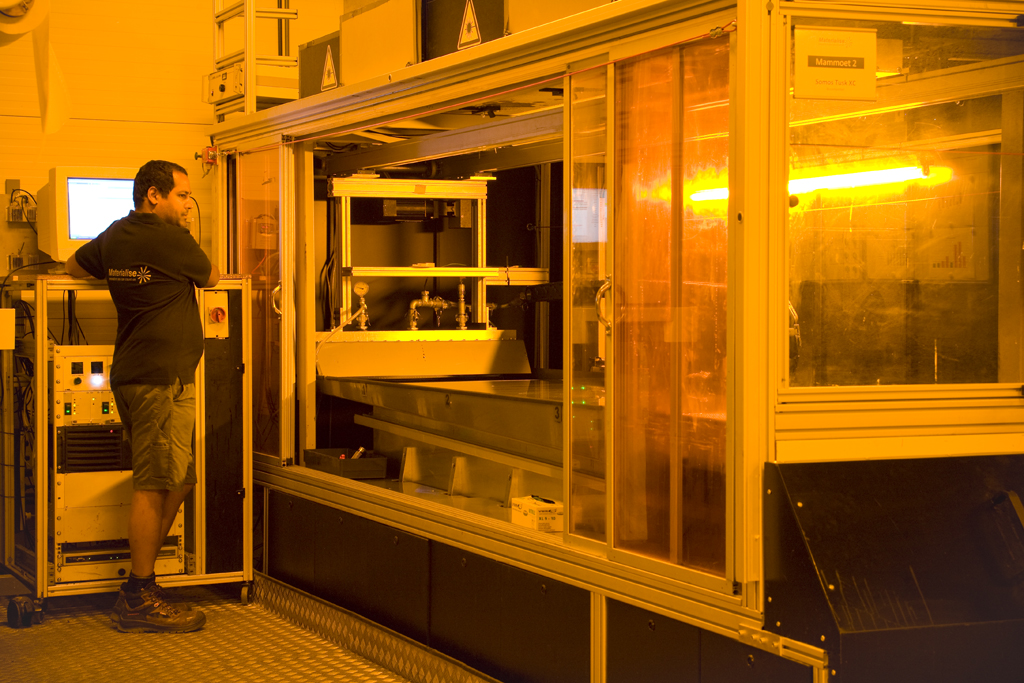
La stéréolithographie Mammouth de Materialise

Afin de construire en un seul morceau des modèles avec des dimensions de plus de 2 mètres, la société a développé un procédé  stéréolithographique baptisé Mammouth. La zone de construction de la plus grande machine Mammouth est de 2100x700x800mm. Avec ce procédé, la société a élaboré ainsi une réplique du corps de Toutânkhamon.